# Тимотиевич, Милош
Милош Тимотиевич (серб. Милош Тимотијевић; род. 9 марта 1975, Белград) — сербский актёр.

## Биография
Родился в 1975 году в Белграде, столице Социалистической Федеративной Республики Югославия.
В 2009 году сыграл небольшую роль в фильме Ри Расмуссен «Человеческий зверинец».
В 2011 году исполнил роль Дурја в фильме «В краю крови и мёда», режиссёрском дебюте Анджелины Джоли.

## Фильмография
| Год       |   | Русское название         | Оригинальное название          | Роль                       |
| --------- | - | ------------------------ | ------------------------------ | -------------------------- |
| 1997      | ф | Шершень                  | Стршљен                        | Емин                       |
| 2001-2002 | с | Крестоносцы              | Крсташи                        | Јохан                      |
| 2002      | ф | Лабиринт                 | Лавиринт                       |                            |
| 2006-2007 | ф | Белая ладья              | Бела лађа                      |                            |
| 2007      | ф | Четвёртый человек        | Четврти човек                  | телохранитель              |
| 2007—2008 | с | Аисты вернутся           | Вратиће се роде                | Кер                        |
| 2009      | ф | Человеческий зверинец    | Human Zoo                      | Борис                      |
| 2011      | ф | В краю крови и меда      | In the Land of Blood and Honey | Дуржа                      |
| 2012      | ф | Запретная зона           | Chernobyl Diaries              | русский солдат             |
| 2012—2020 | с | Военная Академия         | Војна академија                | Васке                      |
| 2014      | ф | Человек ноября           | The November Man               | помощник генерала Фёдорова |
| 2014      | ф | Ничей ребёнок            | Ничије дете                    | Ильке                      |
| 2016      | ф | Влажность                | Влажност                       | Петар                      |
| 2018      | ф | Южный ветер              | Јужни ветар                    | Ступар                     |
| 2019      | с | Беса                     | Беса                           | Петрит Коци                |
| 2020      | с | Южный ветер. Возвращение | Јужни ветар                    | Ступар                     |